# 白羽大介
白羽 大介（しらば だいすけ、1923年1月23日 - 2005年12月26日）は、日本の喜劇俳優。本名：勝俣定彦（かつまた さだひこ）。神奈川県足柄下郡箱根町出身。

## 人物と芸風
明治大学卒業後、上宮高校教諭の傍ら、アルバイトで歌謡ショウの司会などしていた。
うめだ花月が開場した1959年、吉本興業に入社し吉本新喜劇の旗揚げに参加、一時は座長も務めた。
1965年、吉本首脳陣との対立から千土地興行に集団移籍。ルーキー新一、森信とのトリオを中心にルーキー爆笑劇団を結成しルーキーと漫才を組んだこともある、その後、マスコミを賑わせるような事件を起こし、人気低迷、千日劇場閉鎖などが重なり、劇団活動は頓挫、解散。
映画の端役、脇役を経て、1974年以降は松竹新喜劇に移り、主に脇役として活躍。一時松竹喜楽座に移って2代目博多淡海のパートナーとして活躍、1980年に松竹新喜劇に復帰。2003年まで舞台で活躍していた。2005年12月26日、肺炎のため大阪府守口市の病院で死去。82歳。
自家用操縦士免許を持っていた。